# Gustav Heine von Geldern
Pour les autres membres de la famille, voir Famille Heine.
Gustav Heine, baron von Geldern (18 juin 1812, Düsseldorf - 15 novembre 1886, Vienne), est un éditeur de presse autrichien d'origine prussienne.

## Biographie
Frère d'Heinrich Heine, il suit ses études à Halle et Göttingen. Il débute dans l'agriculture, puis dans les affaires. Il rejoint l'armée en 1831, en tant que cadet d'un régiment de dragons. Il passe sous-lieutenant en 1836, puis lieutenant en 1838.
En 1847, il fonde le journal Fremden-Blatt (de), qui devient l'organe officiel du ministère des Affaires étrangères.
Il est créé baron en 1870.

## Sources
- (de) Cet article est partiellement ou en totalité issu de l’article de Wikipédia en allemand intitulé « Gustav Heine von Geldern » (voir la liste des auteurs).

1. ↑  Les notices biographiques indiquent parfois d'autres dates de naissance : 1803 (BNF), 1805 (Gemeinsame Normdatei), 18 juin 1808, 1810, etc.
2. ↑  « Heine, Gustav, Freiherr von Geldern », sur JewishEncyclopedia